# Neopalpa donaldtrumpi
Neopalpa donaldtrumpi er en sommerfugl blandt natsværmerne i mølgruppen. N. donaldtrumpi har fået sit navn efter USA's 45. præsident Donald J. Trump.

## Udbredelse
Neopalpa donaldtrumpi findes i det sydlige Californien og på Baja California i Mexico.